# 조기숙
조기숙(趙己淑, 1959년 5월 14일 ~ )은 이화여자대학교 교수를 맡고 있는 대한민국의 정치학자이다. 본관은 양주이다.

## 학력
- 한성여자고등학교
- 이화여자대학교 정치외교학 학사
- 아이오와 대학교 정치학 석사
- 인디애나 대학교 정치학 박사

## 경력
- 1990년: 이화여자대학교 노동문제연구소 연구원
- 2003년: 노무현 대통령 당선인 취임사 준비위원회 위원
- 2004년: 이화여자대학교 국제정보센터 소장 겸 국제대학원 교학부장
- 2005년 ~ 2006년 2월: 대통령비서실 홍보수석비서관
- 2006년: 이화여자대학교 국제학부 국제학 전공 부교수
- 이화여자대학교 국제학부 국제학 전공 교수
- 새로운미래 공천관리위원장

## 생애
1959년 경기도 안양시에서 태어났다. 1982년 이화여자대학교 정치외교학과를 나왔다. 미국 아이오와 대학교 정치학 석사 과정을 거쳐 인디애나 대학교에서 정치학 박사 학위를 받았다. 귀국 후 인천대학교에서 조교수를 지내고, 1997년 이화여자대학교 교수로 임용되었다.
2004년 4월 열린우리당 창당 정당개혁단장을 지냈다. 노무현 대통령당선자 취임사 준비위원회 위원, 열린우리당 공천심사위원회 위원, 총선기획단 자문위원회 위원장, 정당개혁추진단 단장, 참언론을지지하는모임 자문위원 등을 역임했고, 2004년 이화여자대학교 국제정보센터 소장 겸 국제대학원 교학부장 등을 지냈다. 2005년 1월 이기준 부총리 겸 교육부장관의 임용에 관련된 인사 파문이 일자, 조기숙은 "김대중 정부의 옷로비 사건을 보는 것 같다. 이 문제를 처리하는 과정에 따라 현 정부에 대한 지속적인 지지 여부를 결정할 것이다"라고 밝혔다.
2005년 2월 17일 노무현 정부에서 대통령비서실 홍보수석 비서관으로 발탁되었고, 2006년 2월 사퇴하였다.
2005년 9월 지역주의에 대한 시각 차이를 놓고 언론학자 강준만과 논쟁을 하였다. 2005년 11월 자신에 대해 왜곡을 일삼는 일부 언론에 대해서 최소한의 자위권이라도 행사해야 할 상황이라고 발언하였다.
2006년 이화여자대학교 국제학부 국제학 전공 부교수가 되었다.
2006년 《월간조선》 11월호에 한말에 고부군수를 지낸 조기숙의 증조부 조병갑이 친일파라는 보도가 실리는데, 이에 대해 그는 증조부의 경력과는 무관한 삶을 살았다는 해명을 하였다. 참고로 조병갑은 동학농민운동을 촉발시킨 탐관오리로 알려져있는데, 조기숙은 "증조부에 관한 역사적 사실이 오류일 수도 있다. 증조부는 역사의 희생양일 뿐이다."라는 
내용의 논문이 학계에서 발표됐음을 근거로 증조부가 결백할 가능성을 주장한다. 조선일보 인터뷰 거부와 중앙일보 및 동아일보에 대한 절필을 선언하였다.

## 비판
자신의 증조부이자 악질 탐관오리인 조병갑을 옹호하는 발언을 하여 큰 논란에 휩싸였다.

## 가족 관계
조말생의 20대손이며 우의정을 지낸 조태채의 9대손이다.
- 증조부 : 조병갑(趙秉甲, 1844년 ~ 1911년) : 고부 군수, 고등재판관, 동학농민운동을 유발시킨 탐관오리
- 조부 : 조강희(趙岡熙, 1889~?) : 일제 강점기 때 경성일보(京城日報)와 매일신보(每日申報)에서 일했으며, 친일신문 동광신문(東光新聞)에서는 주필 겸 편집국장을 지냈다.
- 조모 : 연안 이씨 - 국장 이도의 딸
- 아버지 : 조중완(趙重完) 서울대 화학과 졸업, 한국표준협회 부회장,한국 1호품질관리 컨설턴트
- 남편 : 양형진(梁亨鎭, 1957년~) : 고려대학교 물리학과 교수
  - 아들 : 2남

## 저서
- 《지역주의 선거와 합리적 유권자》. 나남. 2000년. ISBN 978-89-300-3767-9
- 《한국은 시민혁명 중》. 여성신문사. 2004년. ISBN 89-85554-86-7
- 《왜 우리 아이들은 대학에만 가면 바보가 될까》. 지식공작소. 2007년. ISBN 978-89-5671-064-8
- 조기숙 (2007년 2월 5일). 《마법에 걸린 나라》. 지식공작소. ISBN 89-5671-059-7.[17]
- 《여성 과학자의 글로벌 리더십》. 이화여자대학교출판부. 2011년. ISBN 978-89-7300-924-4
- 《문재인이 이긴다》. 리얼텍스트. 2012년. ISBN 978-89-964896-3-4

### 공저
- 조기숙·이기정·박준형·손동빈·양형진 외. 《아이를 살리는 교육》. 지식공작소. 2012년. ISBN 978-89-6680-974-5